# Казахстансько-турецькі відносини
Казахстансько-турецькі відносини— двосторонні дипломатичні відносини між Казахстаном і Туреччиною.

## Історія
16 грудня 1991, через 20-30 хвилин після підписання Нурсултаном Назарбаєвим конституційного закону «Про державну незалежність Республіки Казахстан» Туреччина стала першою державою, яка визнала незалежність Казахстану . Дипломатичні відносини між країнами було встановлено 2 березня 1992 року. 21 квітня 1992 року перший посол Туреччини в Казахстані Аргун Озпай вручив вірчі грамоти президенту Казахстану Нурсултану Назарбаєву. Турецька дипломатична місія стала першим іноземним представництвом у Казахстані. .
Між країнами активно розвивалися економічні відносини. Прямі інвестиції в Казахстан з боку Туреччини в період з 1993 по березень 2009 року склали більше 800 мільйонів доларів.
У 1993 році Нурсултан Назарбаєв став ініціатором створення Міжнародної організації тюркської культури (ТЮРКСОЙ) з метою відродження культурно-гуманітарних і духовних зв'язків між тюркомовними народами і популяризації тюркської культури на міжнародну. До складу ТЮРКСОЙ увійшли всі незалежні тюркомовні держави (Азербайджан, Казахстан, Киргизія, Туркменія, Туреччина і Узбекистан), як спостерігачі: Республіка Алтай, Башкортостан, Гагаузія, Хакасія, невизнана Турецька Республіка Північного Кіпру, Якутія, Татарстан і Тува.
У 2008 році з ініціативи Назарбаєва була створена Парламентська асамблея тюркомовних країн (ТюркПА), членами якої є Азербайджан, Казахстан, Киргизія та Туреччина.
У жовтні 2009 року під час офіційного візиту президента Казахстану Нурсултана Назарбаєва до Туреччини між країнами було підписано угоду про стратегічне партнерство.
У 2010 році в Анкарі було встановлено пам'ятник Нурсултану Назарбаєву. У 2017 році в Анкарі була названа вулиця на честь казахського жирау Джамбул Джабаєв Джамбула Джабаєва названа вулиця в Анкарі. У 2018 році в Анкарі відкрито пам'ятник Магжану Жумабаєву, ім'я Абая Кунанбаєва присвоєно школі в Стамбулі.
У травні 2012 року було створено казахстансько-турецьку раду стратегічної співпраці.
Загальний торговий оборот становив у 2015 році понад 2 мільярди доларів. Турецькі компанії інвестують у харчовий сектор, медицину та будівельний сектор. З іншого боку, в Туреччині станом на червень 2015 року було 482 компанії за участю казахстанського капіталу.
Розвиваються також спільні проекти у сфері освіти. У Казахстані були відкриті 2 спільні університети — Міжнародний казахсько-турецький університет імені Ходжі Ахмеда Ясаві в Туркестані та Університет імені Сулеймана Деміреля в Алматинській області. . Також на території Казахстану діяла мережа казахсько-турецьких ліцеїв. В Астані у березні 2010 року було відкрито культурний центр імені Юнуса Емре.
У 2022 році Казахстан і Туреччина підписали план військової співпраці. 

## Посли Казахстану Туреччини
1. Канат Саудабаєв (1992-1994, 1994-1996)
2. Балташ Турсумбаєв (1996-1998)
3. Кайрат Сарибай (1999-2003)
4. Аманжол Жанкулієв (2003-2005)
5. Багдад Ісабаєв (2006-2008)
6. Багдад Амрєєв (2008-2010)
7. Жансеїт Туймебаєв (2010—2016)
8. Абзал Сапарбекули (2017-2022)
9. Еркебулан Сапієв (з 2022)

## Посли Туреччини у Казахстані
1. Аргун Озпай (1992-1994)
2. Мустафа Ашула (1994-1995)
3. Куртулус Ташкент (1995-1999)
4. Явор Альдемір (1999-2004)
5. Хаккі Танер Себен (2004-2008)
6. Атілла Гюней (2008-2010)
7. Лале Юлкер (2010-2012)
8. Омер Бурхан Тюзель (2012-2015)
9. Невзат Уяник (2015-2019)
10. Уфук Екічі (з 2020)